# Ratpenat frugívor d'Egipte
El ratpenat frugívor d'Egipte (Rousettus aegyptiacus) és una espècie de ratpenat de la família dels pteropòdids.

## Distribució geogràfica
Es distribueix geogràficament per Angola, Burundi, el Camerun, la República del Congo, la República Democràtica del Congo, Costa d'Ivori, Xipre, Egipte, Guinea Equatorial, Eritrea, Etiòpia, el Gabon, Gàmbia, Ghana, Guinea, l'Iran, Israel, Jordània, Kenya, el Líban, Lesotho, Libèria, Líbia, Malawi, Moçambic, Nigèria, Oman, el Pakistan, Palestina, Ruanda, São Tomé i Príncipe, l'Aràbia Saudita, el Senegal, Sierra Leone, Sud-àfrica, el Sudan, el Sudan del Sud, Síria, Tanzània, Togo, Turquia, Uganda, els Emirats Àrabs Units, el Iemen, Zàmbia i Zimbàbue. Té una àmplia varietat d'hàbitats, que van des de les zones àrides fins als biomes tropicals i subtropicals humits. Es creu que no hi ha cap amenaça significativa per a la supervivència d'aquesta espècie, però algunes poblacions estan amenaçades per la caça.

## Descripció
El ratpenat frugívor d'Egipte és petit en comparació als seus parents megaquiròpters. Es caracteritza per presentar un color marró clar al cos, contrastat per unes ales molt més fosques. A més, destaca per les seves orelles puntegudes, ulls negres i un morro allargat. De punta a punta de les ales pot arribar a mesurar 60 cm mentre que la llargada del seu cos (de peus a orelles) oscil·la al voltant dels 15 cm. Quant al pes mig, s'han enregistrat dades al voltant de 160 g. S'ha de tenir en compte, però, que el mascle tendeix a presentar una mida major a més de poder-se discernir per una marcada bossa escrotal.

## Comportament
Típicament, el ratpenat frugívor d'Egipte és d'activitat nocturna, durant la qual s'alimenta. Aprofita totes les hores de foscor, des del vespre fins a l'alba. De dia, en canvi, es refugia dins de coves o arbres (espais que proveeixin cobertura de focus de llum intensos) descansant cap per avall i embolcallat amb les seves ales per a mantenir l'escalfor. Es caracteritza per ser un animal social, convivint en comunitats (a vegades arribant als milers d'individus) tant durant les hores de descans com d'activitat.

## Dieta
La seva alimentació és purament basada en fruita pulposa i tova. Com és lògic, té preferència per la fruita madura, ja que presenta major concentració de sucres. No obstant, pot alimentar-se de fruits immadurs així com fruita feta malbé per fongs o insectes (durant l'any poques èpoques presenten fruita madura).

## Ecointeracció

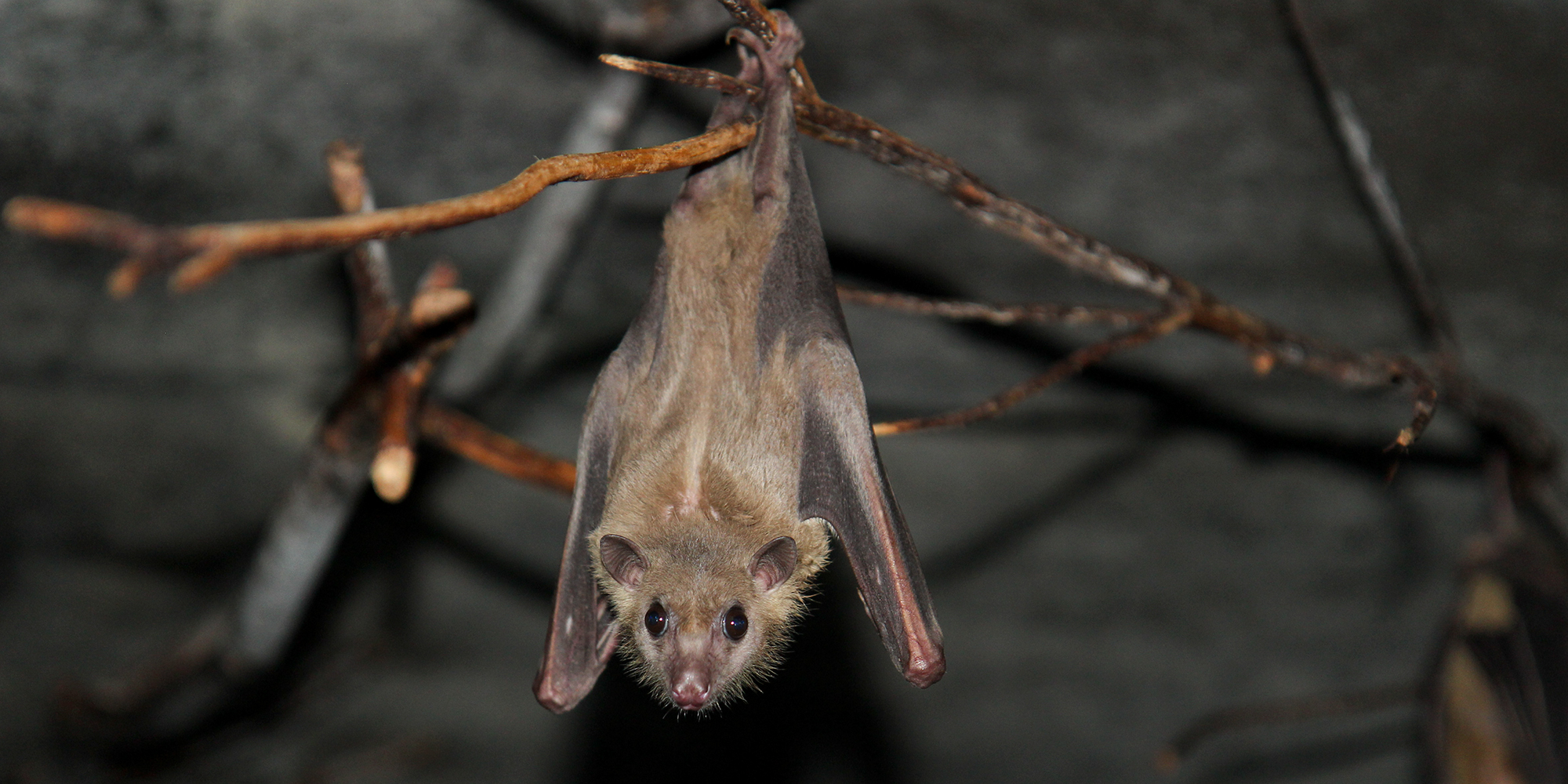
Exemplar

Característicament, aquesta espècie de ratpenats així com la resta dels Rousettus són els únics megaquiròpters capaços d'usar l'ecolocalització, és a dir, l'ús de sons a mode de radar per percebre amb precisió el seu voltant. El duen a terme emetent clics aguts lenta i periòdicament, accelerant-ne l'emissió a mesura que s'aproximen a un objecte. A més, en ser animals socials, no és il·lògic pensar que puguin utilitzar els sons per comunicar-se entre individus. Estudis han detectat que els ratpenats posseeixen un rang determinat de sons que únicament usen en comunitat (aquests són grunyits i xisclets, per exemple). Aquesta és la causa que una colònia de mida considerable profereixi un soroll eixordador.

## Reproducció i Creixement
Els individus solen assolir la maduresa sexual als 9 mesos d'edat. El període de gestació oscil·la al voltant dels 120 dies, després dels quals la femella dona a llum a una sola cria (també existeix el fenomen dels bessons). Al cap de sis setmanes després del part, la cria pot deixar la permanent companyia de la mare (a la qual s'agafa fins aleshores). Aquest és el moment en què un individu ja pot aguantar el seu propi pes penjant cap per avall, on esperen el retorn de la mare, la qual únicament els abandona per buscar menjar. Passats els 3 mesos de vida, el ratpenat ja pot volar sol i valdre's per si mateix, tot i que és usual que els nous individus es quedin en les colònies on neixen.